# 慎从吉
慎从吉（951年—1020年），字庆之，北宋衢州信安县（今浙江省衢州市）人，慎知礼之子。
慎从吉为吴越王钱俶女婿，在吴越国任元帅府长史。跟随钱俶归宋，授太子右庶子。担任散秩三十年，以文酒自娱。宋真宗景德初年，上言求领事务，于是判刑部，非常留意法律。各地州县所奏成案多有纠驳，纠察在京刑狱，拜为右谏议大夫，判吏部铨。所至务察，多请对陈事。改给事中，大中祥符中，权知开封府。因为儿子纳贿而被削官。天禧年间起为卫尉卿。后以光禄卿致仕，不久去世。喜欢赋诗，工于医术，家富爱财，晚年为官多受贿，舆论鄙视他。